# Reinfried Pohl
Reinfried Franz Pohl (* 26. April 1928 in Zwickau in Böhmen, Tschechoslowakei; † 12. Juni 2014 in Marburg) war ein deutscher Jurist und Unternehmer. Er war Gründer und Vorstandsvorsitzender der Deutschen Vermögensberatung AG (DVAG).
Laut der Forbes-Liste gehörte Reinfried Pohl zu den reichsten Unternehmern in Deutschland. Im Jahre 2013 belegte Familie Reinfried Pohl nach Angaben des manager magazin mit einem Vermögen von 3,1 Mrd. Euro Platz 31 unter den reichsten Deutschen.

## Leben

### Herkunft, Studium, Beruf
Pohl wurde 1928 in Zwickau im Sudetenland geboren. Seine Eltern Gerhard Pohl, ein Finanzbeamter, und dessen Frau Maria, geb. Liska, hatten neben ihm zwei weitere Söhne, Gerhard und Helmut. Pohl war während des Zweiten Weltkrieges als Jugendlicher zwischen 1944 und 1945 Flakhelfer im von den Deutschen besetzten Prag und Panzergrenadier an der Ostfront. Im Sommer 1945 wurden Pohl und seine Mutter aus dem Sudetenland vertrieben und gelangten nach Halle (Saale), wo er 1947 sein Abitur ablegte. Drei Jahre später, im August 1948, floh er aus der Sowjetischen Besatzungszone (SBZ) nach Marburg. An der Philipps-Universität Marburg studierte er Rechtswissenschaften, legte im März 1953 sein erstes juristisches Staatsexamen ab und wurde im Dezember 1953 zum Dr. jur. promoviert.

### Berufliches Wirken
Im Jahr 1956 begann Pohl als Außendienstmitarbeiter beim Gerling-Konzern. Er ging 1967 zu Bernie Cornfelds Investors Overseas Services (IOS) und wurde dort Assistent von Erich Mende. Im September 1969 verließ er diesen Posten und wechselte zum Deutschen Herold. Im selben Jahr entwickelte er ein bis dahin in Deutschland völlig unbekanntes Konzept, indem er das Angebot und die Dienstleistungen von Banken, Versicherungen, Bausparkassen und sonstigen Kapitalanlagegesellschaften vertrieblich zusammenführte. Er nannte dies „Allfinanzangebot“. Auf Basis dieses Konzeptes baute er 1970 unter dem Dach des Deutschen Herold die erste Vermögensberatungsgesellschaft, die Bonnfinanz auf. Ebenfalls im Jahr 1970 führte er den Begriff „Vermögensberater“ ein und prägte diesen während seiner gesamten weiteren beruflichen Laufbahn. Im Jahr 1973 gründete er den Bundesverband Deutscher Vermögensberater (BDV), dessen Vorsitzender er bis zum Jahr 2009 war. Im Februar 1975 erwarb er die Kompass-Gesellschaft für Vermögensanlagen mbH in Frankfurt. 1976 benannte er diese in die Allgemeine Vermögensberatungs AG um, 1983 änderte er den Namen zu dem immer noch bestehenden Deutsche Vermögensberatung AG.
Nachdem Pohl 2003 seine Unternehmen in einer Familienholding organisiert hatte, um seine Frau und seine Söhne stärker zu beteiligen, übergab er 2008 die Mehrheit an der Holding an seine Söhne (jeweils 26 %). 2010 verlängerte Pohl seinen Vertrag als Vorstandschef der DVAG um weitere fünf Jahre.

### Privatleben
Reinfried Pohl war seit 1958 mit der Marburger Konditorentochter Anneliese Pohl, geb. Klingelhöfer, verheiratet. Sie starb am 9. Juli 2008 nach kurzer schwerer Krankheit kurz vor ihrem 70. Geburtstag. Reinfried Pohl starb am 12. Juni 2014 im Alter von 86 Jahren.
Die Söhne von Reinfried Pohl und Anneliese Pohl sind Andreas Pohl und Reinfried Pohl jun.
Nathalie Pohl ist die Enkelin von Reinfried Pohl.

### Politisches Wirken
Sein politisches Leben begann er als Mitbegründer der Liberal-Demokratischen Partei Deutschlands (LDP) in der Sowjetischen Besatzungszone im September 1945. Nach seiner Flucht wurde Pohl 1954 über die FDP-Liste Mitglied des Stadtparlaments in Marburg. Im September 1969 trat er aus der FDP aus und trat im Juli 1970 in die CDU ein. Seine CDU-Mitgliedschaft ruhte zeitweilig aus Protest gegen den Umgang mit seinem Freund Altbundeskanzler Helmut Kohl im Zusammenhang mit der CDU-Spendenaffäre. Pohl stiftete in der Zeit ab dem Jahr 2000 bedeutende Beträge an die CDU (1,7 Millionen €) und an die FDP (1,1 Millionen €), sowie kleinere Beträge an die SPD (15.000 €) und an Bündnis 90/Die Grünen (10.000 €). Im Jahr 2012 erhielt die Stadt Marburg von ihm 4 Millionen €. Diese Spende wird für gemeinnützige Projekte, unter anderem in der Kultur-, Kinder- und Jugendförderung verwendet.

### Soziales Wirken
Im Jahr 1997 gründete er die Dr. Reinfried Pohl Stiftung zum Zweck der Förderung von Wissenschaft und Forschung. Insbesondere werden die Fachbereiche Medizin und Rechtswissenschaften der Philipps-Universität Marburg gefördert. Die Stiftung unterstützte u. a. die am Fachbereich Rechtswissenschaften angesiedelte „Forschungsstelle für Finanzdienstleistungsrecht“. Sie erwarb außerdem wissenschaftliche Literatur, um an der Marburger Hochschule eine „bundesweit einmalige Spezialbibliothek für Finanzdienstleistungsrecht“ aufzubauen.
Im Herbst 2009 gründete Reinfried Pohl mit einem Stiftungskapital von einer Million Euro die Anneliese-Pohl-Stiftung. Das Ziel der Stiftung ist die Krebsforschung. Eine weitere Million wurde für die Betreuung Krebskranker und deren Angehöriger gespendet.

## Mitgliedschaften
Reinfried Pohl war Mitglied des Aufsichtsrates der DWS Investment GmbH.

## Ehrungen und Auszeichnungen

### Deutschland
Im Jahr 1998 wurde Pohl mit dem Großen Verdienstkreuz des Verdienstordens der Bundesrepublik Deutschland geehrt. 2007 erhielt er das Große Verdienstkreuz mit Stern, nachdem er schon 1988, 1993 und 1998 die niedrigeren Stufen des Ordens erhielt.
Im Juli 2006 ernannte das Marburger Stadtparlament auf Vorschlag von Oberbürgermeister Egon Vaupel (SPD) einstimmig, bei Enthaltung der Marburger Linken, Pohl zum Ehrenbürger der Stadt. Begründet wurde die Ernennung mit großen Verdiensten als Mäzen für die Stadt und die Universität Marburg, u. a. weil er z. B. ein Lektorat für Portugiesisch gestiftet hat.
Seit 1988 war Pohl Ehrensenator der Philipps-Universität Marburg. 2003 verlieh ihm die Philipps-Universität Marburg einen Ehrendoktor.
2003 ernannte der 1. FC Kaiserslautern Pohl zum Ehrenmitglied.
2007 verlieh ihm der damalige Hessische Minister für Wissenschaft und Kunst Udo Corts den Ehrentitel Professor; seit dem 1. April 2008 ist Corts Vorstand bei der DVAG.
Seit 2009 war er Ehrenvorsitzender des Bundesverbandes Deutscher Vermögensberater (BDV).
Für sein soziales Engagement verlieh der Hessische Ministerpräsident Volker Bouffier Pohl im Dezember 2012 den Hessischen Verdienstorden.

### Österreich
Im März 1997 wurde Pohl das Komturkreuz des Burgenlandes vom Landeshauptmann verliehen.
Im Jahr 2002 wurde er mit dem Großen Goldenen Ehrenzeichen für die Verdienste um die Republik Österreich ausgezeichnet.

### Portugal
Im Dezember 1998 wurde Pohl das Großkreuz des Verdienstordens der Republik Portugal (Gra-Cruz da Ordem do Mérito Agricola e Industrial) verliehen.

### Rumänien
2003 wurde ihm von der Universität Lucian Blaga Sibiu Hermannstadt die Ehrendoktorwürde verliehen.

## Kontroverse um Buchveröffentlichungen
2005 erschien das Buch „Reinfried Pohl. Ich habe Finanzgeschichte geschrieben. Ein Gespräch mit Hugo Müller-Vogg“, veröffentlicht im Verlag Hoffmann und Campe. Das Magazin Focus berichtete im selben Jahr, Reinfried Pohl habe für dieses Buch „Gutscheine über je fünf Exemplare“ an die mehr als 32.000 deutschen Vermögensberater der DVAG verteilt. Gleichzeitig habe er sie aufgefordert, Einzelkaufbelege zur Erstattung an die DVAG zu schicken. Laut Focus habe auch der von Pohl geleitete Bundesverband Deutscher Vermögensberater „Erstattungsgutscheine“ gestreut. Focus nannte dies „Manipulationsversuch der Sachbuch-Bestenliste“.
2013 wurde „Der Doktor, der Kämpfer, der Sieger“ publiziert, ein weiteres Buch über Pohl. Der Autor ist wieder Hugo Müller-Vogg, wieder erschien das Buch bei Hoffmann und Campe. Die Tageszeitung taz berichtete 2015 von Indizien, denen zufolge es sich nicht um eine unabhängige Biographie handelte, sondern um eine Publikation, die von der DVAG in Auftrag gegeben worden sei. Denn laut taz wurde das Buch auf den Internetseiten der Verlagssparte „Hoffmann und Campe Corporate Publishing“, die Werbe- und PR-Schriften produziert, als „Kundenpublikation“ genannt. Als Kunde wurde die DVAG genannt. Die entsprechenden Internetseiten seien laut taz inzwischen abgeschaltet. Die DVAG erklärte, dass die DVAG nicht Auftraggeberin des Buches gewesen sei. „Ob die DVAG Geld an Hoffmann und Campe zahlte oder einen Teil der Auflage übernahm, dazu äußerte sich das Finanzunternehmen nicht“, schrieb die taz.

## Schriften
- Die Sozialisierung in Hessen. Die Artikel 39 bis 41 d. Verfassg. d. Landes Hessen vom 11. Dez. 1946, Marburg [s.n.] 1953, Rechts- u. staatswiss. F., Diss. v. 3. Dez. 1953.
- Reinfried Pohl: Ich habe Finanzgeschichte geschrieben. Ein Gespräch mit Hugo Müller-Vogg. Hoffmann und Campe, Hamburg 2005.